# Michael Smolinski
Michael Smolinski CSsR (* 10. September 1972 in Saskatoon) ist ein kanadischer Ordensgeistlicher und ukrainisch griechisch-katholischer Bischof von Saskatoon.

## Leben
Michael Smolinski trat am 1. September 1997 in das Noviziat der Ordensgemeinschaft der Redemptoristen ein und legte am 15. August 2002 die ewige Profess ab. Er erwarb einen Abschluss in Erziehungswissenschaft an der University of Saskatchewan sowie am St. Michael’s College der University of Toronto einen Master of Divinity. Am Sheptytsky Institute der Saint Paul University in Ottawa absolvierte er Studien in Ostkirchenkunde. Am 5. Juli 2003 spendete ihm der Bischof von Saskatoon, Michael Wiwchar CSsR, in der Kirche St. Peter und Paul in Saskatoon das Sakrament der Priesterweihe.
Nach der Priesterweihe leitete er von 2005 bis 2015 ein Gästehaus seines Ordens. Ab 2008 gehörte er als außerordentliches Mitglied dem Provinzrat seiner Ordensprovinz an. Von 2015 bis 2019 war er Pfarrer an der St.-Peter-und-Paul-Kirche in Saskatoon und ab 2019 Provinzialoberer der Redemptoristen in Kanada.
Papst Franziskus ernannte ihn am 30. November 2023 zum Bischof von Saskatoon. Der Großerzbischof von Kiew-Halytsch, Swjatoslaw Schewtschuk, spendete ihm am 20. Januar des folgenden Jahres in der Kirche St. Peter und Paul in Saskatoon die Bischofsweihe. Mitkonsekratoren waren der Erzbischof von Winnipeg, Lawrence Daniel Huculak OSBM, der die Eparchie Saskatoon während der Sedisvakanz als Apostolischer Administrator verwaltet hatte, und sein Amtsvorgänger in Saskatoon und Bischof von Toronto, Bryan Joseph Bayda CSsR. Die Besitzergreifung seiner Diözese in der Kathedrale St. George fand einen Tag später statt.